# Creugas bellator
Creugas bellator là một loài nhện trong họ Corinnidae.
Loài này thuộc chi Creugas. Creugas bellator được Ludwig Carl Christian Koch miêu tả năm 1866.